# Смерть козака в долині Кодими
Смерть козака в долині Кодими — кобзарська дума.
В українському народному епосі ця дума належить до найдавніших. Твір існує в чотирьох записах. Алегорія думи виникла внаслідок нападів на українські землі турецько-татарських наїзників, які забирали молодь в ясир, продавали на невільничих ринках, за великі викупи звільняли з неволі тощо. Дума мобілізувала козаків до боротьби з нападниками, які нападали на мирні міста і села, де проживали козаки, закликала їх до походів з метою звільнення невільників.

## Історія записів
Записано від кобзаря в м. Сенчі, Лохвицького повіту, на Полтавщині. К. Грушевська подала думку що її записав І. Труш. В архіві Географічного товариства СРСР в Санкт Петербурзі зберігається частина рукопису збірника А. Метлинського. Рукопис написаний не почерком А. Метлинського. Уривок був надрукований М. Костомаровим в 1872 р. в журналі «Бесіда», #5, ст. 92-93.
Друкується за автографом. Кодима (Кодина) — права притока Південного Бугу.